# Nationaalsocialistische Beweging van Chili

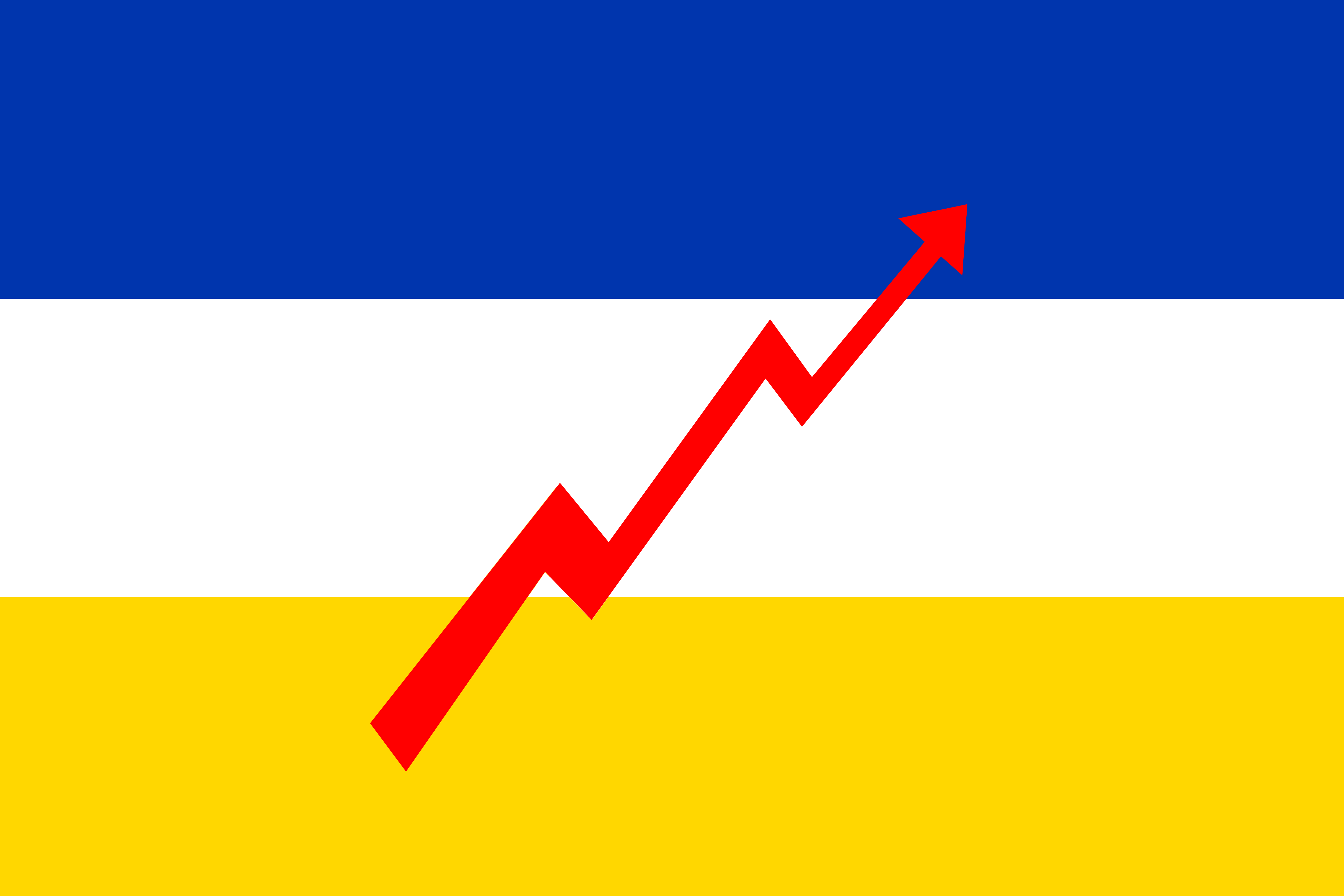
Vlag van de MNSCh, gebaseerd op de eerste vlag van Chili

De Nationaalsocialistische Beweging van Chili (Spaans: Movimiento Nacional-Socialista de Chile, MNSCh) was een nationaalsocialistische politieke partij in Chili. De MNSCh was de grootste nationaalsocialistische beweging buiten Europa.
De beweging werd in 1932 opgericht door Carlos Keller en Jorge González von Marées, die de leider van de beweging werd. Naast het nationaalsocialisme van Adolf Hitler liet de partij zich ook inspireren door het Italiaanse fascisme en de 19e-eeuwse Chileense conservatief Diego Portales. De partij was sterk antisemitisch en anticommunistisch. De MSNCh was voorstander van een eenpartijstaat, corporatisme, klassencoöperatie en had een paramilitaire vleugel, de Tropas Nacistas de Asalto (nazi-aanvaltroepen). De partij had vooral, maar niet uitsluitend, steun van Chilenen van Duitse afkomst. Bij de congresverkiezingen van 1937 haalde de partij 3,5% van de stemmen en drie congreszetels.
In de latere jaren 30 nam de partij meer afstand van Hitler, hoewel veel individuele leden waaronder de 'esoterische Hitlerist' Miguel Serrano, Hitler bleven bewonderen, en probeerde de partij een meer Chileense vorm van fascisme voor te staan. De partij ging in 1938 samen met de Socialistische Unie (US) tot de Volksvrijheid Alliantie en steunde in 1938 de populistische generaal Carlos Ibáñez del Campo als presidentskandidaat. Toen Ibáñez dreigde de verkiezingen te verliezen pleegden enkele nazi-studenten een staatsgreep, die echter mislukte en uitliep op een bloedbad waarbij 60 mensen om het leven kwamen (Seguro Obrerobloedbad).
In 1939 werd de beweging hernoemd tot Nationaalsocialistische Voorhoede (VNS). In 1942 werd de beweging ten slotte ontbonden. De neonazistische Nationaalsocialistische Beweging van Chileense Arbeiders (MNSTCh) beschouwt zichzelf als de erfgenaam van de MNSCh.